# Квемо-Орозмани
Квемо-Орузмани (груз. ქვემო ოროზმანი, азерб. Aşağı Oruzman) — село, административный центр сельской административно-территориальной единицы Квемо-Орузмани, Дманисского муниципалитета, края Квемо-Картли республики Грузия с 99%-ным азербайджанским населением. Находится в юго-восточной части Грузии, на территории исторической области Борчалы.

## История
Село Квемо-Орузмани некогда составляло единое целое с селом Земо-Орузмани, под единым названием Орузмани. Но в дальнейшем, по мере возрастания численности населения, село было разделено на две части, верхнюю и нижнюю. Первая перепись населения в селе была проведена в 1701 году.

### Топоним
В исторических документах 1536 года можно встретить топоним Ормузан, который связывают с именем Сына Оруза из тюркского племени Огузов.
Топоним села Квемо-Орузмани (азерб. «Aşağı Oruzman») в переводе с азербайджанского и грузинского языков на русский язык означает «Нижний Орузман».

## География
Село расположено на правом берегу реки Машавер, в 4 км к югу от районного центра Дманиси, на высоте 1220 метров от уровня моря.
Граничит с городом Дманиси, селами Земо-Орузмани, Мтисдзири, Ваке, Безакло, Амамло, Джавахи, Тнуси, Далари, Пантиани, Сафарло (Лаклакашени), Мамишло (Вардзагара), Ангревани, Шахмарло, Иакубло, Камарло, Гантиади, Шиндилиари, Цителсакдари, Бослеби, Каклиани, Земо-Безакло, Сакире и Гора Дманисского Муниципалитета.

## Население
По данным Государственного статистического комитета Грузии, согласно официальной переписи 2002 года, численность населения села Квемо-Орозмани составляет 660 человек и на 99 % состоит из азербайджанцев.
С давних времен в деревне проживают представители 5 племен:
- Хешмилляр — к этому племени относятся носители трех фамилий: Мусаевы, Мурадовы и Джамаловы;
- Гараджалар — Мамедовы, Искендеровы, Микайиловы и Омаровы;
- Ниязаллар — Ниязалиевы, Алиевы, Искендеровы, Мамедовы, Гумбатовы, Гурбановы, Гараевы и Мусаевы;
- Караюсуфлулар — все представители данного рода носят фамилию Юсифовы;
- Омарлар — Омаровы, Сулеймановы и Алиевы.

Кроме этих пяти племен, в селе проживают также носители фамилий Хагвердиевых, Абдуллаевых и Биннятовых.

## Экономика
Население в основном занимается овцеводством, скотоводством и овощеводством.

## Достопримечательности
- Средняя школа — построена в 1984 году[7][11]. Обучение в школе 12-летнее[12] (Первая восьмилетняя школа была построена в 1928 году)
- Пир-источник Гаджи Ахмед Эфенди[10]

## Археология и палеоантропология
- В ходе археологических раскопок, наряду с хорошо сохранившимися остатками животных, близ села Квемо-Орозмани, находящегося на расстоянии около 30 км от Дманиси, были обнаружены человеческая челюсть[13], человеческий зуб (четвёртый премоляр нижней челюсти, возможно представителя Homo erectus) возрастом 1,8 млн лет[14][15][16] и каменные орудия раннего палеолита возрастом около 1,77—1,84 млн лет[17][18]
- На территории села обнаружены мегалитические памятники, среди которых: каменные скульптуры барана и лошади, старинные надгробные плиты[19]

## Известные уроженцы
- Намаз Гумметоглу — народный поэт;[7]
- Селим Мусаев — член-корреспондент Азербайджанской Национальной Академии Наук;[7]
- Мамедов Сирадж Шамы оглы — учёный, профессор;[10]
- Тофик Искендерли Шамхалил оглу — один из двадцати лучших иллюзионистов мира. Создатель и руководитель Азербайджанского театра иллюзий, почетный член Американского общества братства иллюзионистов (İBM). Актер Бакинского Детского Театра.[10]

- Искендеров Махир Закир оглы — учёный, кандидат наук;[10]
- Джалал Мусаев — учёный;[10]
- Микаил Микаилов — учёный;[10]
- Орудж Мамедов — писатель, член Союза Писателей Азербайджана.[10]

### Участники Великой Отечественной войны
Село Квемо-Орозмани известно также своими уроженцами, участниками Великой Отечественной войны:
| - Аббас Джалил оглы — участник ВОВ, погиб в декабре 1941 года. - Абдулла Абдулла оглы — участник ВОВ, погиб в декабре 1941 года. - Алиев Шамхалил Наби оглы — участник ВОВ, погиб в декабре 1941 года. - Астан Угурлу оглы — участник ВОВ, погиб в июле 1943 года. - Вали Наби оглы — участник ВОВ, погиб в марте 1942 года. - Валиаддин Самед оглы — участник ВОВ, погиб в марте 1942 года. - Веис Ахмед оглы — участник ВОВ, погиб в сентябре 1942 года. - Ибрагим Исмаил оглы — участник ВОВ, погиб в декабре 1941 года. - Ильяс Умбат оглы — участник ВОВ, погиб в августе 1943 года. - Ислам Курбан оглы — участник ВОВ, погиб в сентябре 1943 года. - Исмаил Али оглы — участник ВОВ, погиб в марте 1942 года. - Исрафил Микаил оглы — участник ВОВ, погиб в августе 1944 года. - Исрафил Исмаил оглы — участник ВОВ, погиб в апреле 1942 года. - Кара Байрам оглы — участник ВОВ, погиб в январе 1943 года. - Мамед Кара оглы — участник ВОВ, погиб в декабре 1941 года. - Мамед Курбан оглы — участник ВОВ, погиб в феврале 1943 года. - Мамед Микаил оглы — участник ВОВ, погиб в феврале 1943 года. - Мамед Сары оглы — участник ВОВ, погиб в марте 1942 года. |  | - Мамедов Мустафа — участник ВОВ, погиб в декабре 1941 года. - Махмуд Омар оглы — участник ВОВ, погиб в декабре 1942 года. - Мехрали Рустам оглы — участник ВОВ, погиб в марте 1942 года. - Мустафа Ахверди оглы — участник ВОВ, погиб в марте 1942 года. - Мухтар Курбан оглы — участник ВОВ, погиб в марте 1942 года. - Паша Умбат оглы — участник ВОВ, погиб в августе 1944 года. - Сады Абдулла оглы — участник ВОВ, погиб в марте 1942 года. - Самед Мамед оглы — участник ВОВ, погиб в сентябре 1942 года. - Самед Алляз оглы — участник ВОВ, погиб в августе 1944 года. - Сулейман Махмуд оглы — участник ВОВ, погиб в мае 1942 года. - Хыдыр Джалил оглы — участник ВОВ, погиб в сентябре 1942 года. - Шамиль Астан оглы — участник ВОВ, погиб в ноябре 1942 года. - Шамиль Иса оглы — участник ВОВ, погиб в ноябре 1943 года. - Шамы Анвар оглы — участник ВОВ, погиб в сентябре 1942 года. - Шариф Исмаил оглы — участник ВОВ, погиб в августе 1942 года. - Юнус Винат оглы — участник ВОВ, погиб в ноябре 1942 года. - Юнус Мамед оглы — участник ВОВ, погиб в феврале 1943 года. - Гумбатов Мурсал Караевич — участник ВОВ, погиб 23 апреля 1944 года. |